# Archimedischer Punkt

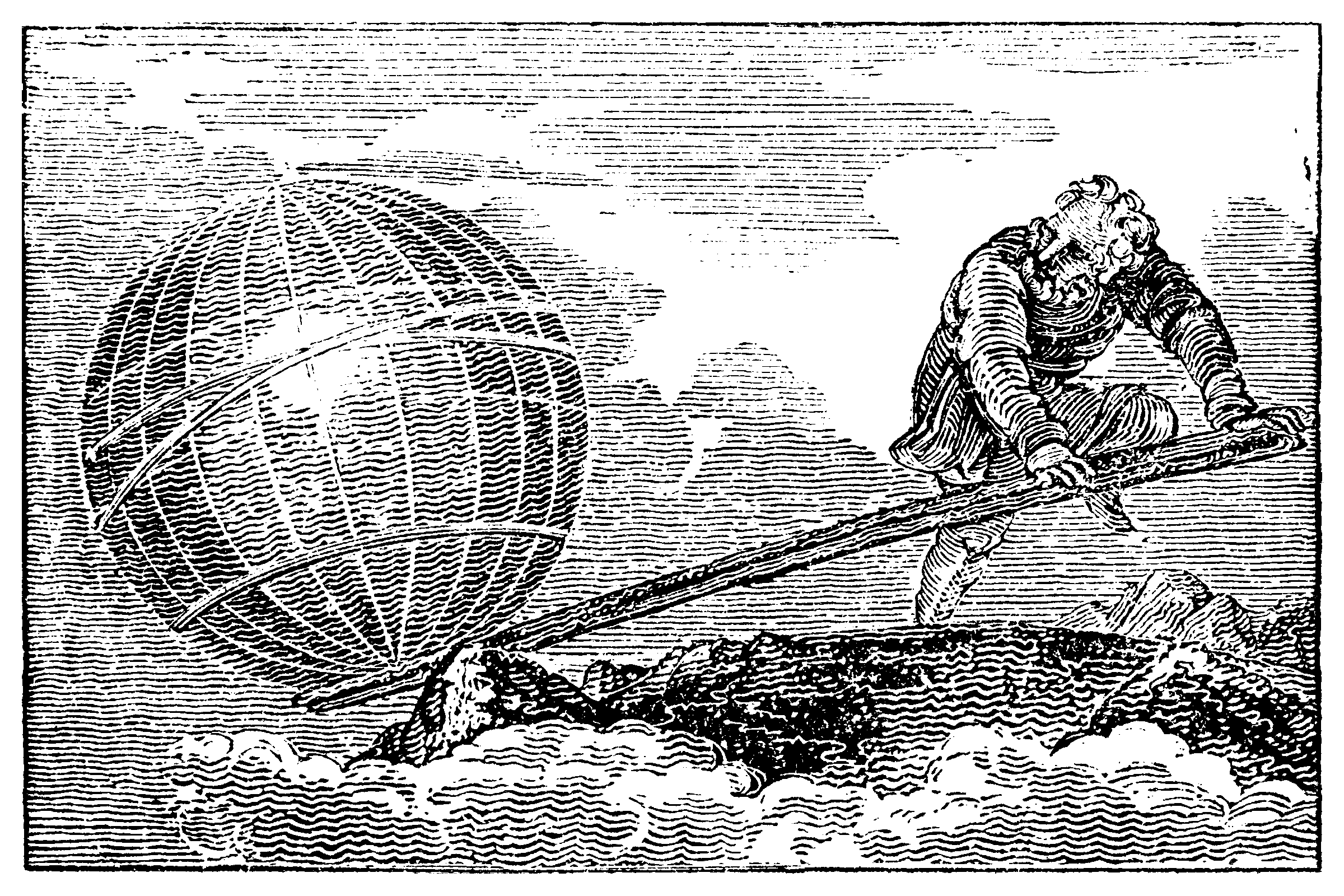
Darstellung der Behauptung Archimedes’, er allein könne die Erde anheben, wenn er nur einen festen Punkt und einen ausreichend langen Hebel hätte (1824)

Der archimedische Punkt ist ein theoretischer „absoluter Punkt“ außerhalb eines Versuchsaufbaus. Dieser sei insbesondere unbeweglich und könne daher als Angelpunkt dienen. Der archimedische Punkt hat seinen Namen von der Behauptung Archimedes’, er allein könne die Erde anheben, wenn er nur einen festen Punkt und einen ausreichend langen Hebel hätte.
Im übertragenen Sinne wird dieser Begriff in der Philosophie für eine vollkommen evidente (unbezweifelbare) Tatsache verwendet. Beispielsweise bildet für René Descartes und seine Anhänger die Aussage „Ich denke, also bin ich“ (cogito, ergo sum) einen archimedischen Punkt.